# Vidas robadas (telenovela argentina)
Vidas robadas é uma telenovela argentina produzida e exibida pela Telefe entre 3 de março e 29 de outubro de 2008.
Protagonizada por Facundo Arana e Mónica Antonópulos, com atuação estrelar de Soledad Silveyra e antagonizada por Jorge Marrale, Juan Gil Navarro, Adrián Navarro e Virginia Innocenti.

## Elenco
- Facundo Arana - Bautista Amaya
- Mónica Antonópulos - Ana Monserrat
- Adrián Navarro - Dante Mansilla
- Juan Gil Navarro - Nicolás Duarte
- Marita Ballesteros - Helena
- Virginia Innocenti - Nacha Noguez
- Matías Baroffio - Joaquín Duarte
- Jorge Marrale - Ástor Monserrat
- Magela Zanotta - Andrea Zapetini
- Carlos Kaspar - Miguel "Búho" Unquillo
- Esteban Mihalik - Horacio "Coyote" Unquillo
- Pompeyo Audivert - Quintana
- Guillermo Francella - Claudio Kurtz
- Ludovico Di Santo - "Pato" Patricio Sabatini
- Marcela Ferradás - Raquel
- Carla Crespo - Valeria
- Sofía Elliot - Juliana Miguez
- Soledad Silveyra - Rosario Soler de Miguez
- Patricio Contreras - Juan Miguez
- Gipsy Bonafina - Blanca Soler
- Fabio Di Tomaso - Octavio Amaya
- Brenda Gandini - Agustina Amaya
- Arturo Bonín - Manuel Amaya
- Ailen Guerrero - Emma Amaya
- Romina Ricci - Inés Bustamante de Amaya
- María Carámbula - Carla Bustamante
- María Fiorentino - Mirta
- Gogó Andreu - Gregorio
- Eleonora Wexler - Daniela Durán
- Carlos Portaluppi - Dr. Fabio Pontevedra
- Silvia Kutika - Alejandra Ferro
- Mabel Manzotti - Amanda Benites de Pontevedra

## Audiência
O primeiro capítulo teve 21,8 pontos de rating. A trama sofreu pela baixa audiência nos meses iniciais.
O último capítulo teve 31,1 pontos de rating.
Obteve média geral de 16 pontos.

## Prêmios e Indicações

### Prêmios Martín Fierro
| Ano  | Categoria                       | Receptor                          | Resultado  |
| ---- | ------------------------------- | --------------------------------- | ---------- |
| 2008 | Martín Fierro de Oro            | Martín Fierro de Oro              | Ganhadora  |
| 2008 | Melhor Telenovela               | Melhor Telenovela                 | Ganhadora  |
| 2008 | Melhor Diretor                  | Miguel Colom                      | Ganhador   |
| 2008 | Melhor Autor                    | Marcela Camaño Guillermo Salmerón | Ganhadores |
| 2008 | Melhor Ator de Telenovela       | Facundo Arana                     | Nomeado    |
| 2008 | Melhor Ator de Telenovela       | Jorge Marrale                     | Ganhador   |
| 2008 | Melhor Ator de Telenovela       | Juan Gil Navarro                  | Nomeado    |
| 2008 | Melhor Atriz de Telenovela      | Soledad Silveyra                  | Ganhadora  |
| 2008 | Melhor Atriz de Telenovela      | Virginia Innocenti                | Nomeada    |
| 2008 | Ator de reparto - Drama         | Adrián Navarro                    | Nomeado    |
| 2008 | Ator de reparto - Drama         | Carlos Portaluppi                 | Ganhador   |
| 2008 | Atriz de reparto - Drama        | Mabel Manzotti                    | Nomeada    |
| 2008 | Participação Especial em Ficção | Guillermo Francella               | Ganhador   |
| 2008 | Participação Especial em ficção | Pompeyo Audivert                  | Nomeado    |
| 2008 | Melhor Canção Original          | "Yo Renaceré"                     | Nomeado    |

### Prêmios Clarín
| Ano  | Categoria            | Receptor             | Resultado |
| ---- | -------------------- | -------------------- | --------- |
| 2008 | Melhor Ficção Diária | Melhor Ficção Diária | Ganhadora |
| 2008 | Melhor Ator          | Jorge Marrale        | Ganhador  |
| 2008 | Melhor Diretor       | Melhor Diretor       | Ganhador  |
| 2008 | Melhor Ator          | Juan Gil Navarro     | Nomeado   |
| 2008 | Melhor Atriz         | Soledad Silveyra     | Ganhadora |
| 2008 | Melhor Atriz         | Virginia Innocenti   | Nomeada   |
| 2008 | Revelação Masculina  | Esteben Meloni       | Ganhador  |
| 2008 | Revelação Feminina   | Carla Crespo         | Nomeada   |
| 2008 | Revelação Feminina   | Julieta Vallina      | Nomeada   |
| 2008 | Revelação Feminina   | Sofía Elliot         | Ganhadora |